# Thermochoria jeanneli
Thermochoria jeanneli är en trollsländeart som först beskrevs av Martin 1915.  Thermochoria jeanneli ingår i släktet Thermochoria och familjen segeltrollsländor. IUCN kategoriserar arten globalt som livskraftig. Inga underarter finns listade i Catalogue of Life.